# Општина Михаилешти (Бузау)
Михаилешти (рум. Mihăileşti) општина је у Румунији у округу Бузау.
Oпштина се налази на надморској висини од 69 m.